# Agatha Streicher
Agatha Streicher (ou Agathe Streicher) (1520 - 1581) est la première femme médecin allemande.

## Biographie
Agatha Streicher naît vers 1520 à Ulm, d'Augustin et Helena Streicher. Bien qu'elle ne puisse fréquenter l'université en raison de son sexe, elle apprend la médecine notamment en travaillant, comme sa sœur Katharina, dans le cabinet de leur frère, Hans Augustin, lui-même docteur en médecine. Des plaintes s'élèvent contre eux de la part de pharmaciens pour avoir proposé leurs propres remèdes et de confrères pour ne pas avoir prêté serment. Hans Augustin refuse de se conformer, n'est plus autorisé à pratiquer à Ulm et part s'installer à Geislingen. En 1561, Agatha, elle, prête serment auprès de l'ordre des médecins d'Ulm.
Sa réputation dépasse les limites de la ville et de nombreuses personnalités se rendent à Ulm pour y être soignées, comme la princesse de Hohenzollern ou l'évêque de Spire. Elle est particulièrement connue pour un remède contre les calculs vésicaux qu'elle produit elle-même. En 1576, elle est même appelée à Ratisbonne au chevet de l'empereur Maximilien II qui souffre de goutte sévère. Bien qu'elle ne puisse plus guérir l'empereur, elle réussit à soulager ses souffrances et demeure auprès de lui jusqu'à sa mort.
Femme d'affaires et importante créancière de la ville d'Ulm, elle se consacre également à des œuvres caritatives. La ville est officiellement protestante mais tolère la présence de mouvements sectaires comme celui de Caspar Schwenckfeld von Ossig. Streicher est une disciple de cet enseignement, sa maison est un centre de la congrégation évangélique et ses convictions lui valent une certaine hostilité. Poussé à l'exil, son mouvement interdit en Allemagne, Schwenckfeld reviendra secrètement à Ulm et mourra dans la maison de Streicher en 1561,.
Agatha Streicher demeure célibataire toute sa vie. Elle meurt à Ulm en 1581.

## Reconnaissance
L'écrivain Ursula Niehaus raconte sa vie dans le roman Die Stadtärztin.
Une rue de la ville d'Ulm porte son nom : Agathe-Streicher-Weg.
Une stèle commémorative est érigée sur la Hans-und-Sophie-Scholl-Platz à Ulm.